# 延布

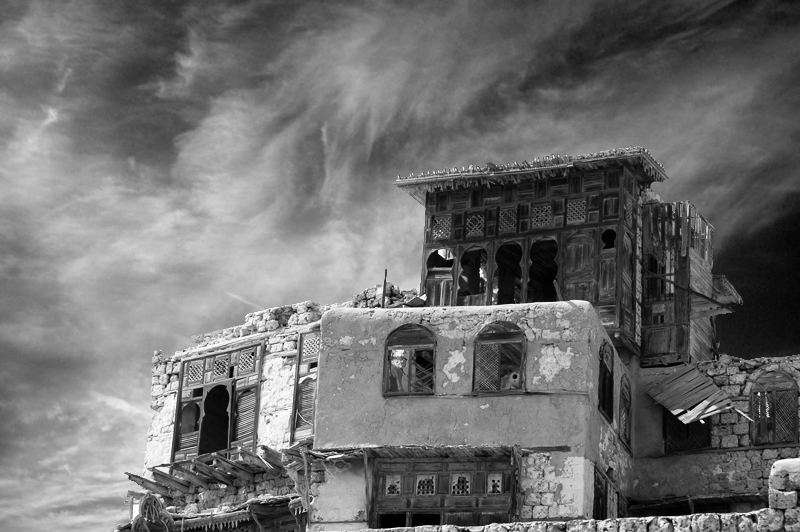
延布市

延布（英語：Yanbu' al Bahr，也简称、，阿拉伯语：‎，意为“海边的泉水”）, 是红海的一大港口城市，位于沙特阿拉伯西部麦地那省，大约在吉达（24°05′N 38°00′E / 24.083°N 38.000°E）以北300公里处，2004年时人口为188,400人。